# موجومبار
موجومبار یکی از روستاهای استان آذربایجان شرقی است که در دهستان رودقات بخش صوفیان شهرستان شبستر واقع شده‌است.
این روستا در فاصله حدود ۴۰ کیلومتری شمال تبریز واقع شده است و استراحتگاه تابستانی ارمنیان تبریز بود. این روستا یک کلیسای قدیمی با نام «کلیسای هریپسیمه مقدس» دارد که مکان مقدس برای زائران مسیحی بود؛ و در مجاورت کلیسا یک نمازخانه کوچک وجود دارد. جمعیت ارمنیان باقیمانده روستا نیز در سال‌های ۱۹۴۶–۴۷ به ارمنستان شوروی مهاجرت کردند.